# Christiaan Marianus Henny
Christiaan Marianus Henny (Zutphen, 15 december 1817 - aldaar, 20 september 1906) en zijn neef Gerrit Jan Dercksen worden gezien als de grondleggers van het Nationale-Nederlanden concern. Hij was tevens de oprichter en directeur van de Spaarbank in Zutphen, lid van de gemeenteraad en lid van de Provinciale Staten van Gelderland.
Henny en Dercksen waren agent in Zutphen van de Nederlandsche Maatschappij van Brandverzekering te Tiel, die in 1833 was opgericht. Om meer zaken te doen openden zij kleine lokale agentschappen. Toen in 1844 het Tielse hoofdkantoor de regels veranderde en alle agentschappen zelfstandige eenheden werden, besloten de neven een eigen bedrijf op te richten. 
Op 12 april 1845 openden zij hun kantoor in het Ravenstraatje 3 te Zutphen, in het huis van Dercksen. In dit pand is tegenwoordig een klein museum gevestigd. Henny en Dercksen noemden het bedrijf de NV Assurantie Maatschappij tegen Brandschade, maar meestal sprak men over De Zutphense. In 1888 werd de naam veranderd in Assurantie-Maatschappij tegen Brandschade De Nederlanden van 1845.
Het bedrijf was zeer succesvol en opende ook kantoren in het buitenland. Het begon met een kantoor in Batavia (1856), en vandaar konden ze gemakkelijk uitbreiden naar Singapore, Hongkong, de Filipijnen, Japan en China, maar ook naar Zuid-Afrika en de Caraïben. Rond 1900 had het bedrijf 139 agentschappen in het buitenland.
Dercksen overleed eerder dan Henny, die in 1894 met pensioen ging. Zijn zoon Carel, vernoemd naar diens grootvader, volgde hem op.
In 1897 werd het hoofdkantoor naar Den Haag verplaatst, waar Carel Henny een kantoorpand aan het Kerkplein had laten bouwen.

## Familie
De vader van Christiaan Henny was Carel Henny (30 april 1796 - 21 februari 1841). Deze was geboren in Velp, hij trouwde in 1817 en werd in Zutphen kruidenier.

De zoon van Christiaan Henny heette ook Carel. Christiaan had ook nog een dochter Anna Everarda (1849-1928).